# جاك هيرمانسون
جاك هيرمانسون (بالسويدية: Jack Hermansson) هو فنان قتال مختلط سويدي، ولد في 10 يونيو 1988 في اوديفالا ‏ في السويد.

## وصلات خارجية
- جاك هيرمانسون على موقع يو إف سي (الإنجليزية)
- جاك هيرمانسون على موقع بيلاتور (الإنجليزية)
- جاك هيرمانسون على موقع شيردوغ (الإنجليزية)
- جاك هيرمانسون على موقع Tapology.com (الإنجليزية)
- جاك هيرمانسون على موقع IMDb (الإنجليزية)
- جاك هيرمانسون على موقع قاعدة بيانات الفيلم (الإنجليزية)